# Neoraja caerulea
Neoraja caerulea е вид хрущялна риба от семейство Морски лисици (Rajidae).

## Разпространение
Видът е разпространен в Ирландия, Исландия, Испания и Франция.